# Leptochilus paiute
Leptochilus paiute är en stekelart som beskrevs av Parker 1966. Leptochilus paiute ingår i släktet Leptochilus och familjen Eumenidae. Inga underarter finns listade i Catalogue of Life.